# Jakub z Marchii
Jakub z Marchii, wł. Giacomo della Marca (ur. we wrześniu 1393 w Monteprandone, zm. 28 listopada 1476 w Neapolu we Włoszech) – święty katolicki, kaznodzieja, franciszkanin. Ukończył studia prawnicze, był legatem Stolicy Apostolskiej oraz inkwizytorem. Jako misjonarz przemierzył ojczyste Włochy oraz inne kraje Europy.

## Dzieciństwo
Wychował się w wielodzietnej i ubogiej rodzinie, ciężko pracował już w latach dziecięcych, zajmował się pasieniem owiec. W zdobyciu wykształcenia pomógł mu wuj, który był kapłanem. Jakub z Marchii ukończył studia prawnicze, studiował na kilku włoskich uniwersytetach.

## Działalność
Mając 22 lata, wstąpił do Zakonu Braci Mniejszych. Święcenia kapłańskie przyjął w 1420, po ukończeniu studiów filozoficzno-teologicznych. Z polecenia św. Bernardyna ze Sieny (1380–1444) powierzono mu prestiżowy urząd kaznodziei. Jakub wyróżniał się wiedzą teologiczną i prawniczą oraz świętością życia. Jako misjonarz przewędrował prawie całe Włochy. Ewangelię głosił w wielu krajach Europy: w Bośni, Dalmacji, Albanii, Czechach, Polsce, na Rusi, w Norwegii, Danii, na Węgrzech, w Prusach i Austrii.
Krzewił kult Najświętszego Imienia Jezus. Zakładał klasztory o surowszej regule, według zaleceń św. Bernardyna ze Sieny. Był legatem trzech papieży. Poświęcał się także pracy społecznej, był mediatorem między skłóconymi miastami włoskimi. Zakładał tzw. „pobożne banki”, w których ubodzy mogli zaciągać nisko oprocentowane kredyty. Z pokory nie przyjął ofiarowywanej mu godności biskupiej w Mediolanie. Pozostawił po sobie kilka rozpraw ascetycznych i wiele listów.
Zmarł w Neapolu, 28 listopada 1476. Beatyfikował go papież Urban VIII w 1624, kanonizował Benedykt XIII w 1726. W liturgii wspominany jest 28 listopada. W 2001 roku ciało świętego zostało przeniesione do rodzinnego Monteprandone. Przechowywane jest w oszklonym sarkofagu w kościele franciszkanów.

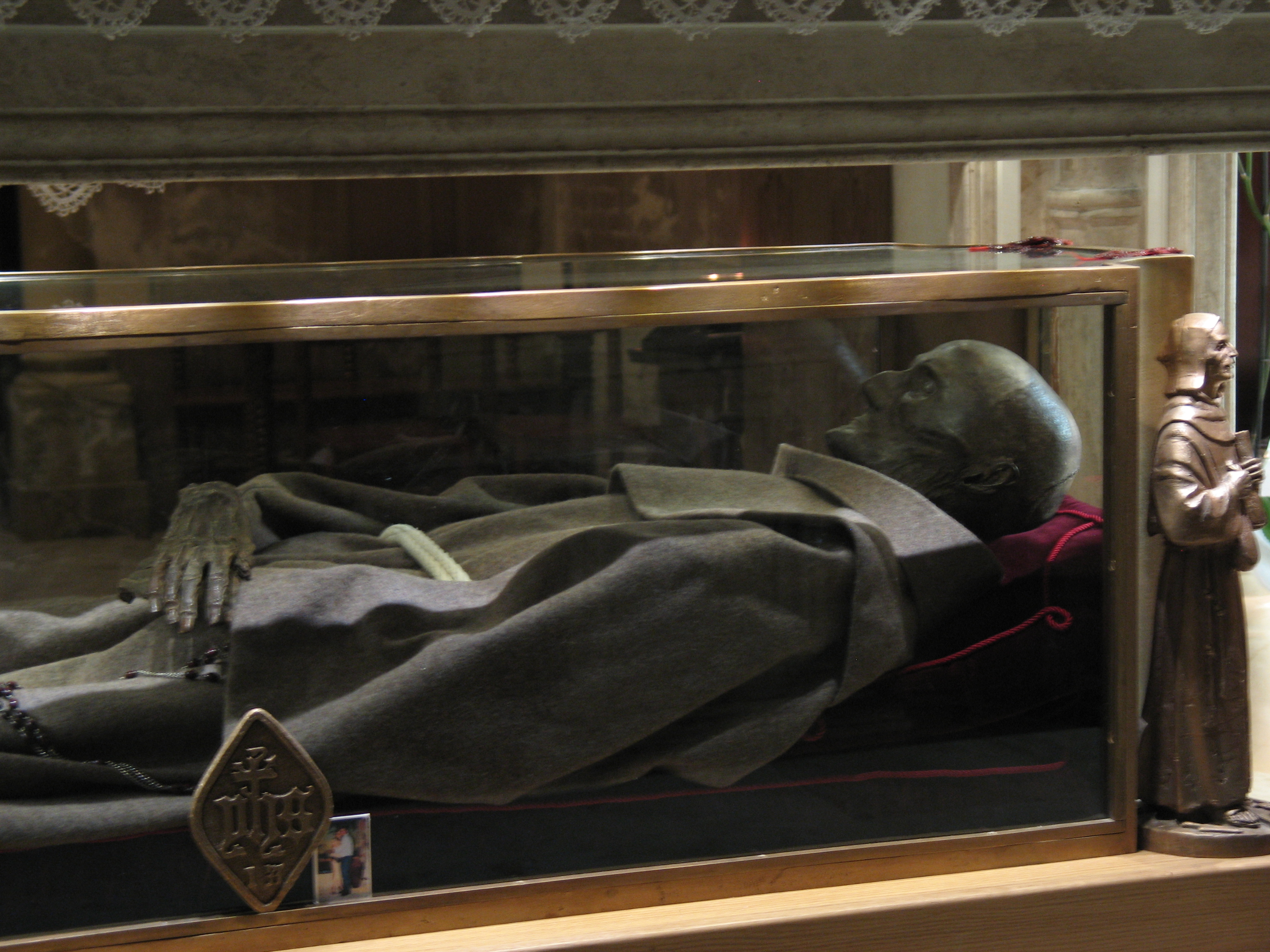
Ciało świętego w Monteprandone